# Traitement d'agent
Le traitement d'agent est la principale activité d'un officier traitant.
Celui-ci s'organise en deux temps :
- une phase de recrutement, où l'officier traitant se charge de repérer, approcher et former un individu destiné à devenir un agent de renseignement. Durant cette phase, et selon le type d'individu repéré (ou source), l'officier pourra opter entre la collaboration (comme dans le cas d'un agent illégal), la coopération (par exemple, dans le cas d'un walk-in) ou la contrainte (par exemple, dans le cas d'un agent double).
- une phase de traitement proprement dite, où l'officier désignera la mission à son agent, collectera les informations recueillies, et lui prodiguera aides, soutiens et instructions pour la suite de la mission. L'officier doit contrôler sa source, afin d'éviter qu'elle devienne un agent double ou une taupe[1].

L'officier traitant s'occupe également de la coordination entre les divers agents dont il a la charge, et assure la liaison avec ses supérieurs et les services destinés à vérifier les informations recueillies par les agents de renseignement, et s'assurer de leurs fiabilités.
Dans le cadre de son activité, l'officier traitant peut choisir que son agent soit sacrifié (par exemple, en devenant un coupe-circuit) dans l'intérêt de la mission.